# Hollenthon
Hollenthon är en ort och kommun  i Österrike. Den ligger i distriktet Wiener Neustadt-Land i förbundslandet Niederösterreich, 70 kilometer söder om huvudstaden Wien. 
Kommunen består av 14 orter (Ortschaften) (inom parentes invånarantal 1 januari 2024):

- Blumau (25)
- Gleichenbach (115)
- Grohdorf (24)
- Hollenthon (471)
- Horndorf (17)
- Lehen (11)
- Michelbach (14)
- Mittereck (7)
- Obereck (43)
- Pürahöfen (0)
- Spratzau (39)
- Spratzeck (59)
- Stickelberg (169)
- Untereck (8)